# Lamium
Lamium là một chi thực vật có hoa trong họ Hoa môi (Lamiaceae).

## Loài
Chi Lamium gồm các loài:

## Hình ảnh

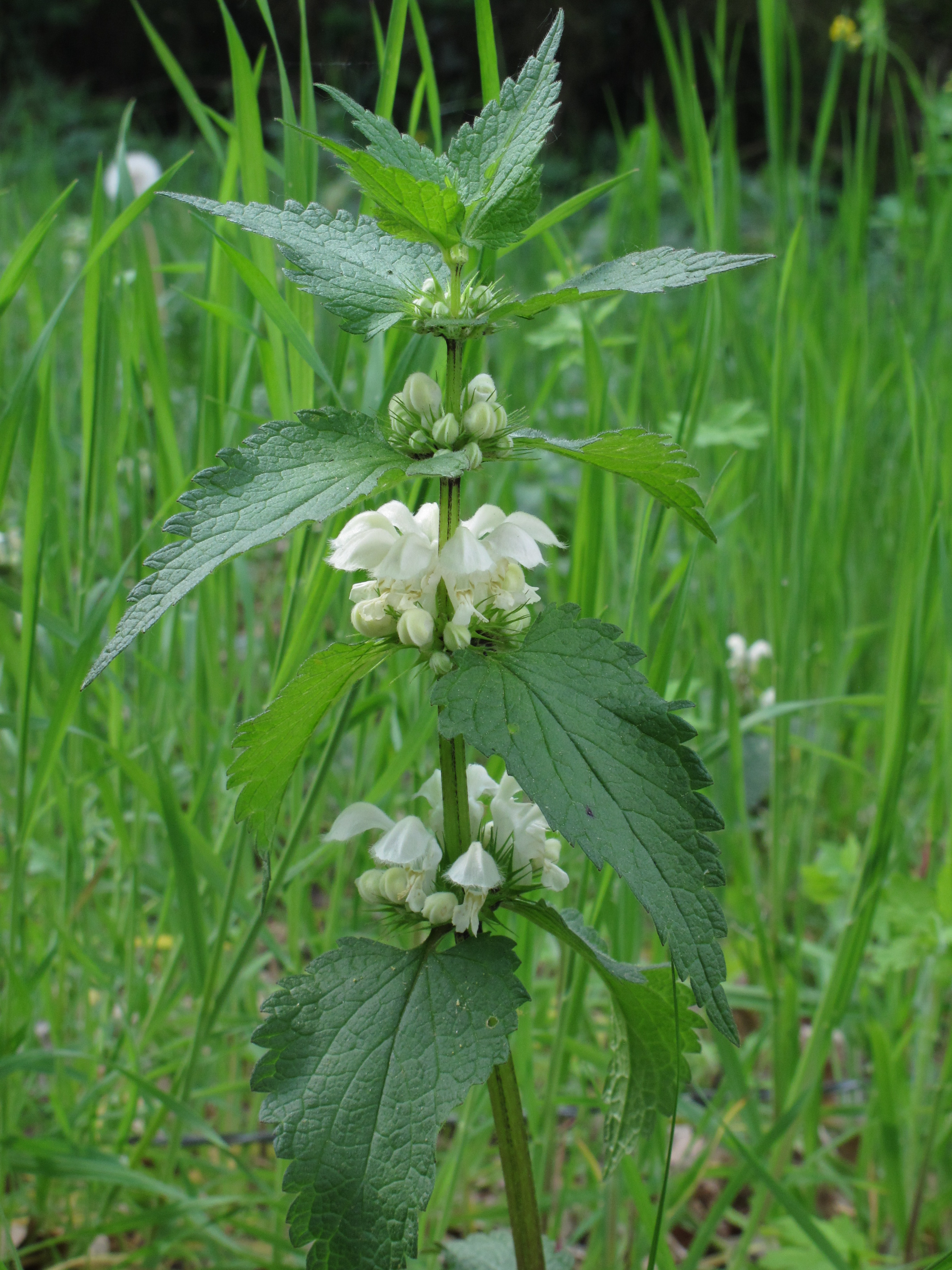
Lamium album
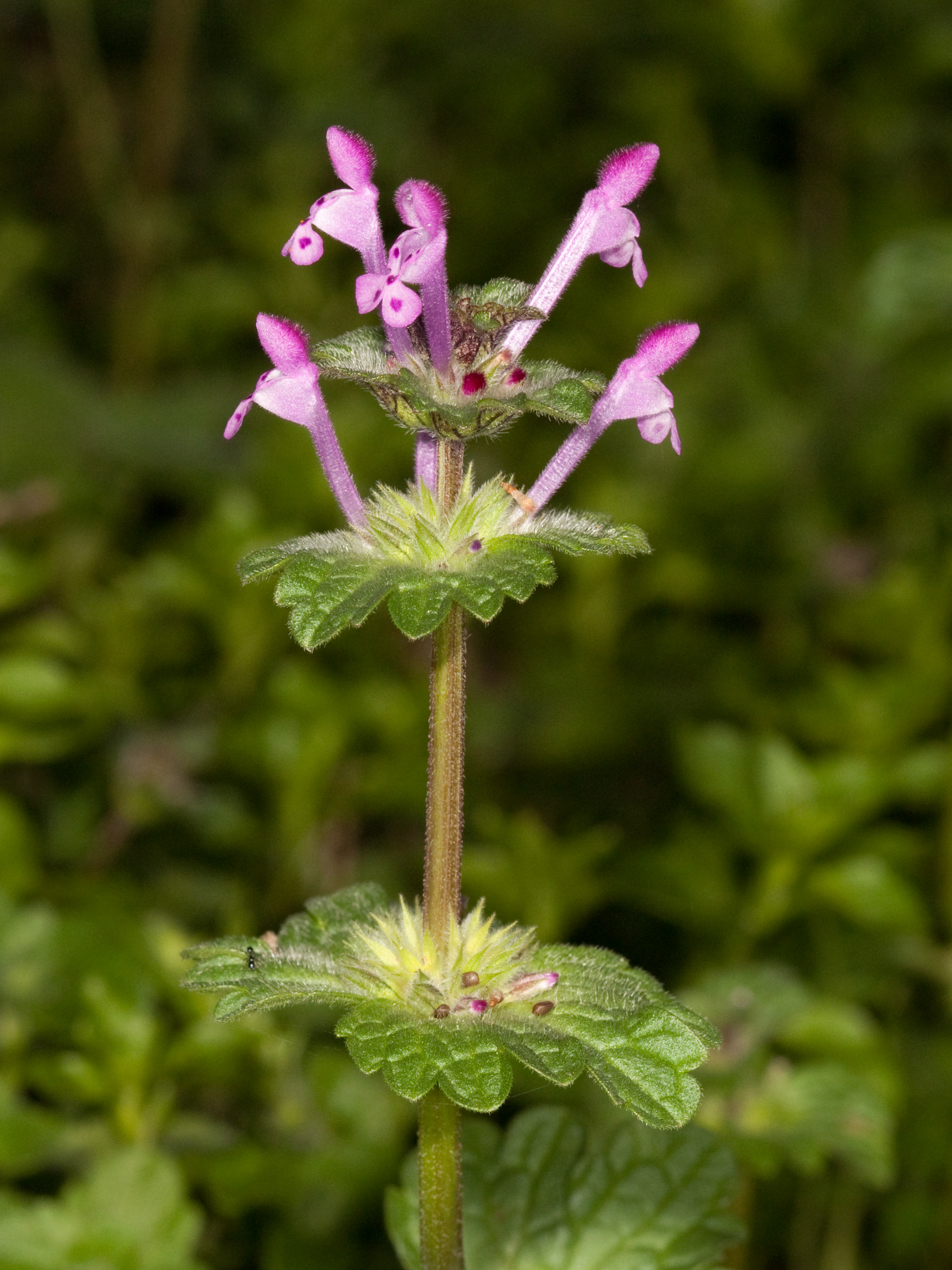
Lamium amplexicaule
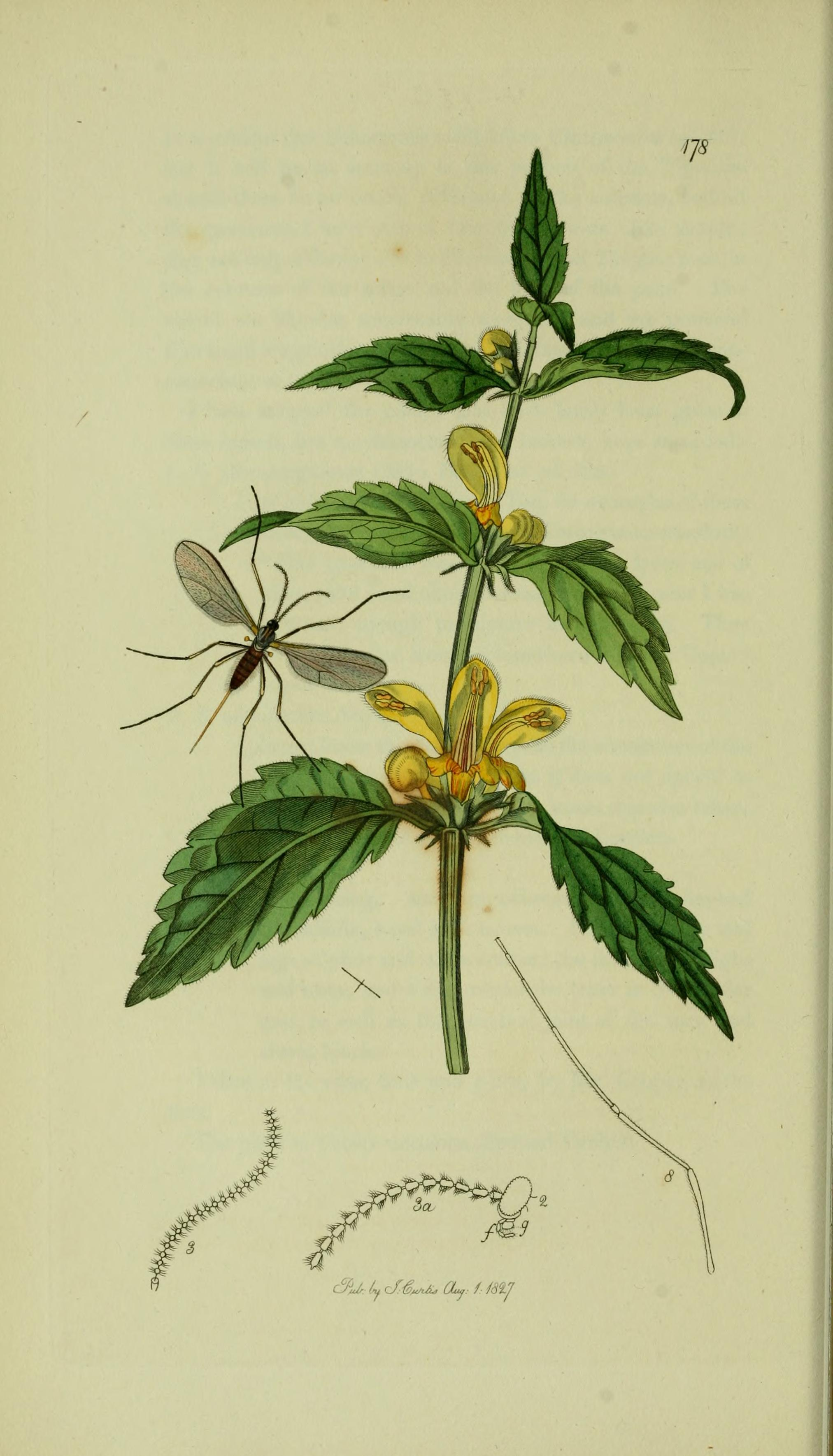
Lamium galeobdolon
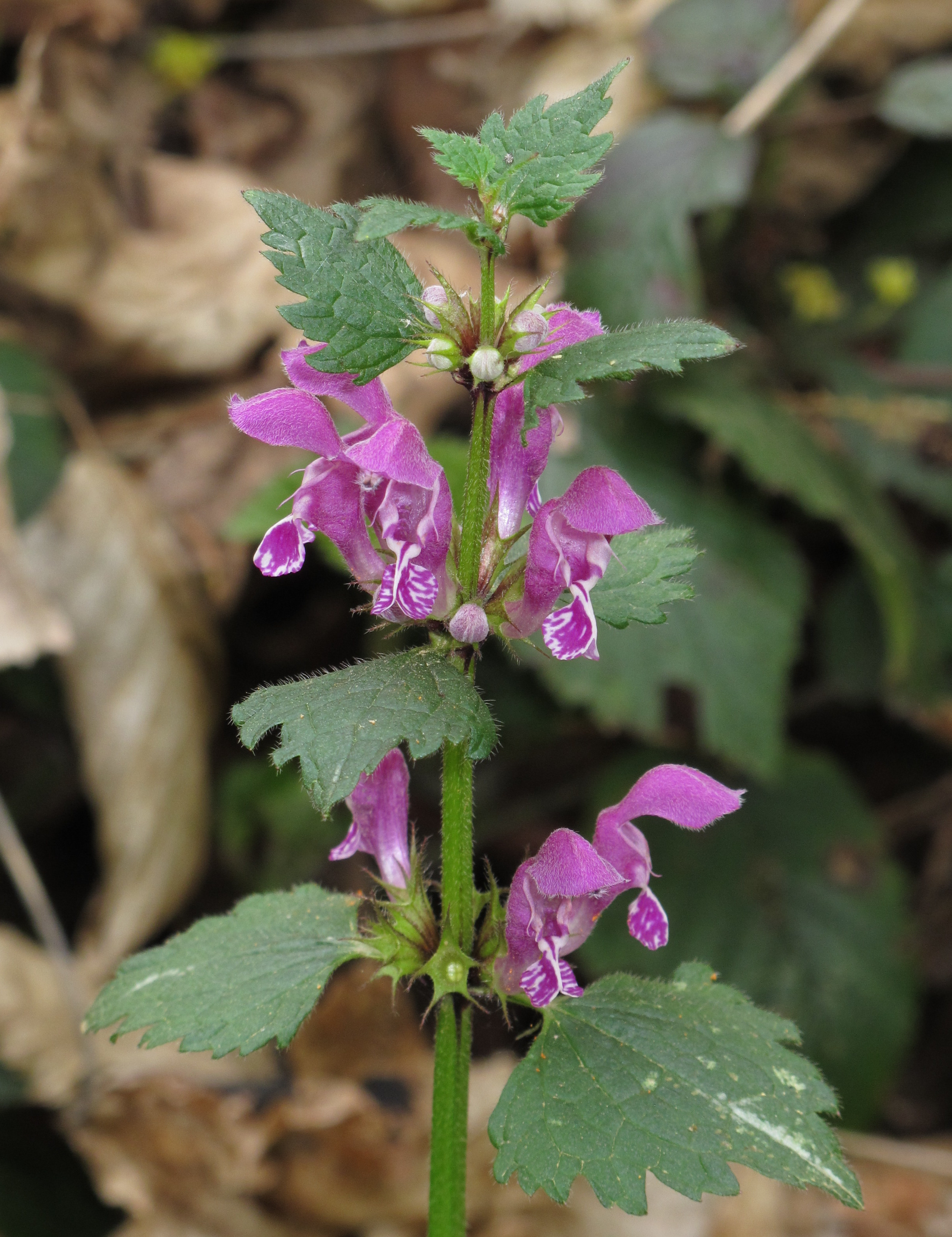
Lamium maculatum
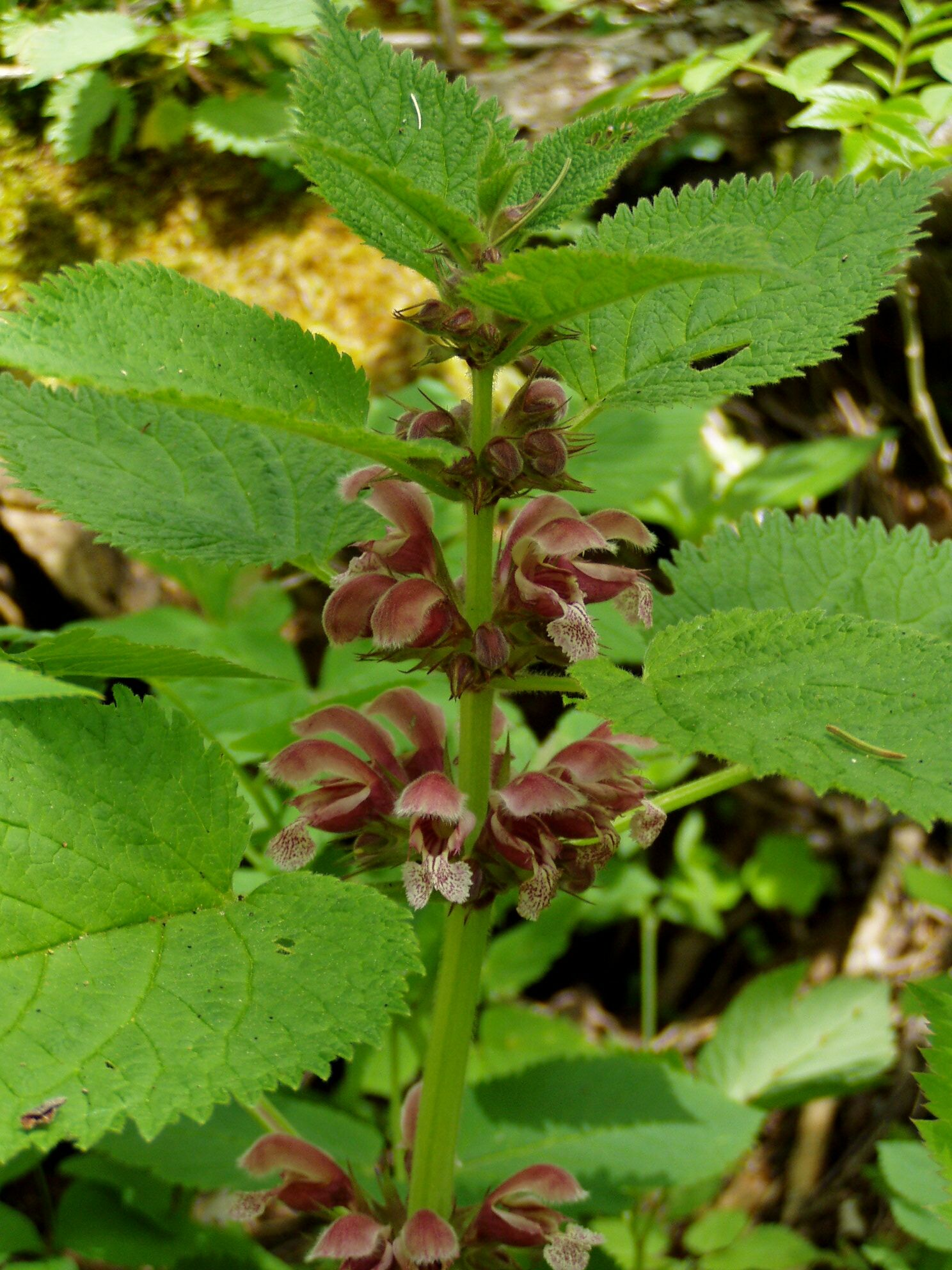
Lamium orvala
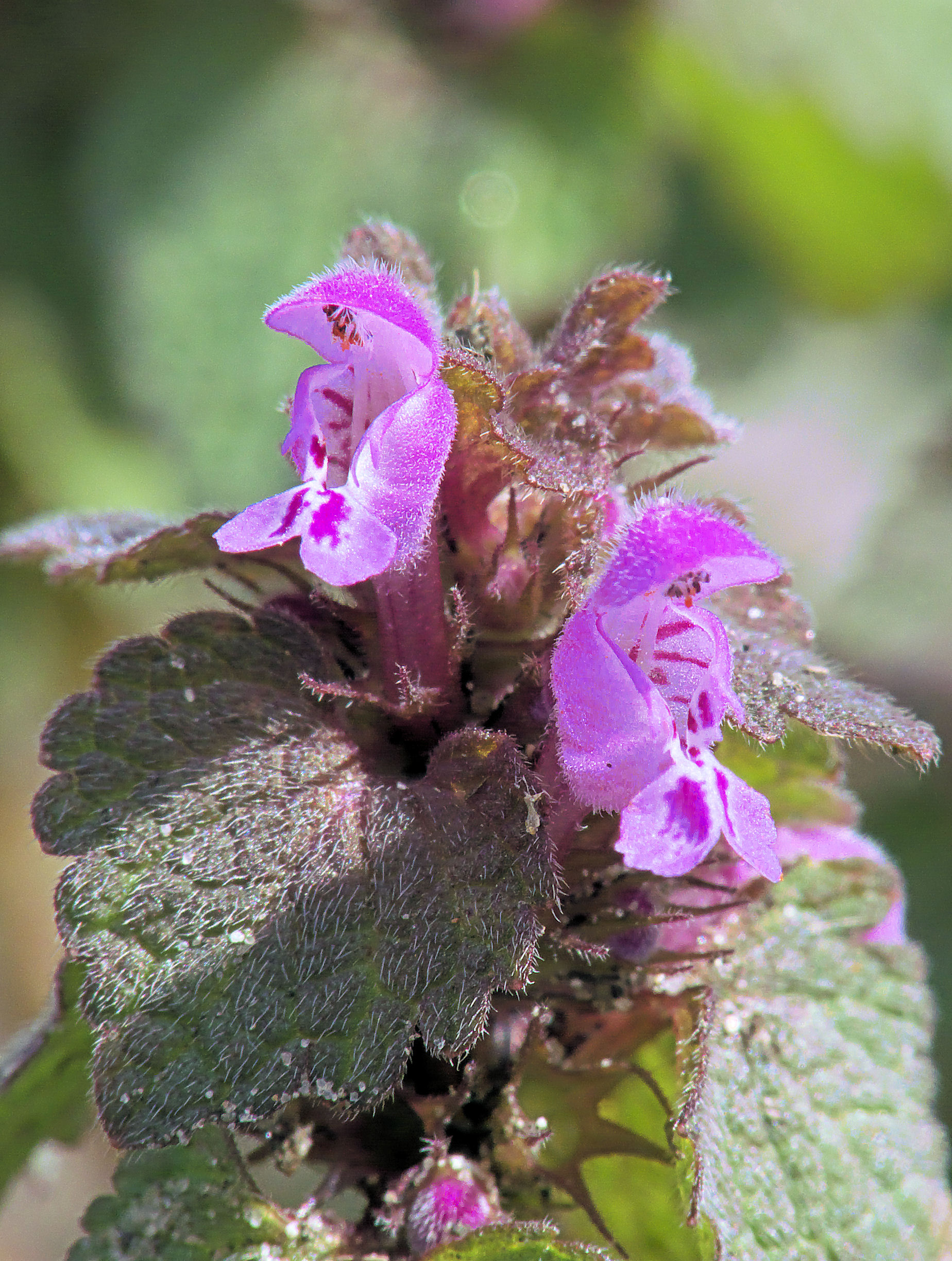
Lamium purpureum